# Mirabilite Pond
Mirabilite Pond är en sjö i Antarktis. Den ligger i Östantarktis. Nya Zeeland gör anspråk på området. Mirabilite Pond ligger 64 meter över havet.